# Губчатая резина

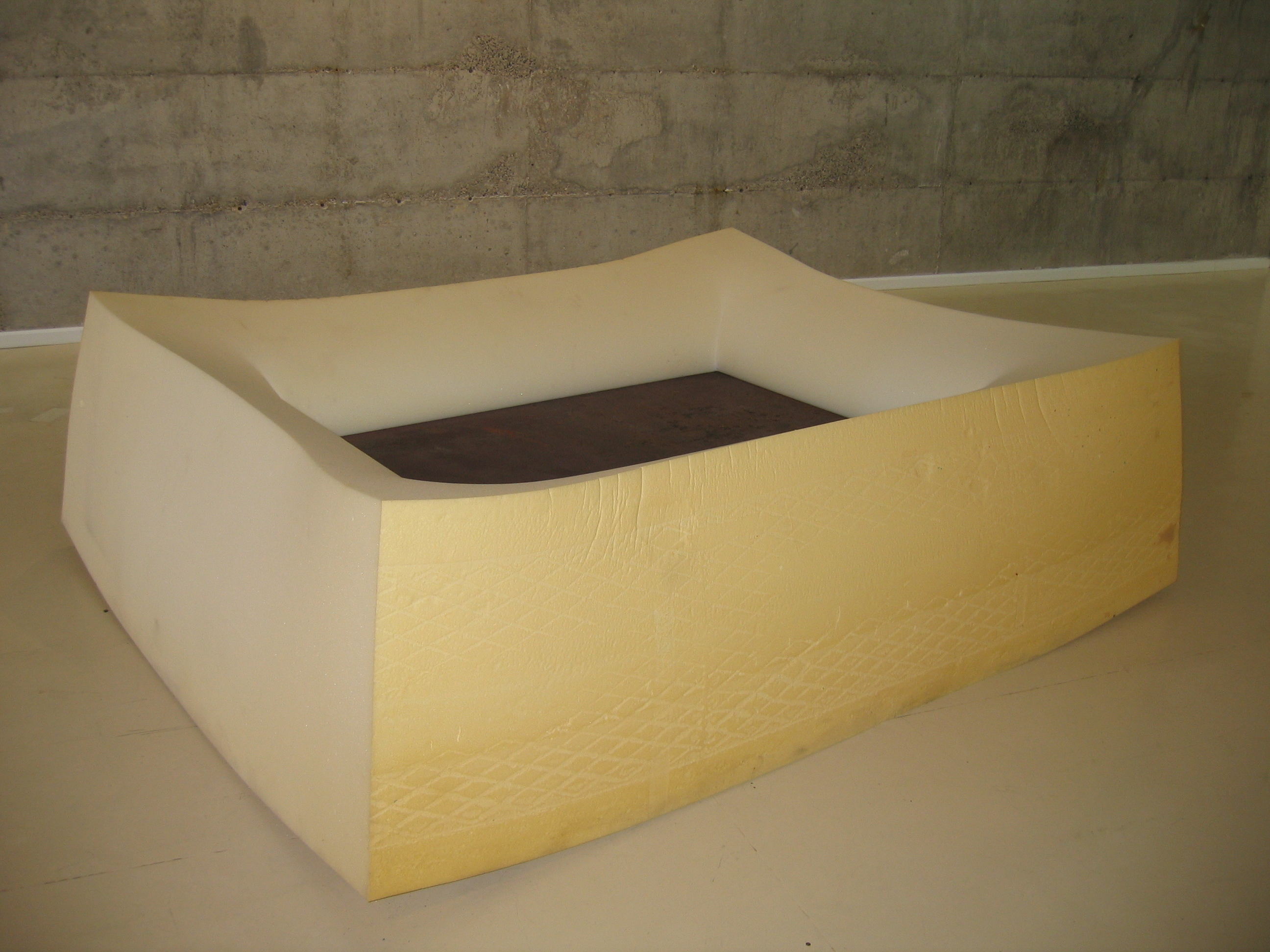
Отливка пенорезины размером 2500×2000×700 мм, нагруженная стальной плитой 1500×1000×80 мм весом в 1 тонну

Губчатая резина (также: пенорезина, микропористая резина) — материал, представляющий собой вспененный и вулканизированный латекс с добавками стабилизатора. Выпускается в виде листов или формованных элементов.
Губчатая резина представляет собой множество сообщающихся между собой пор, окружённых тонкими резиновыми стенками. В 1 см³ губчатой резины от 10 000 до 1 000 000 пор.

## Виды губчатой резины
Губчатая резина по эксплуатационным свойствам бывает марок А и Б, которые предназначены для следующих диапазонов температур:
- марки А —40°С; +40°С;
- марки Б —30°С; +40°С;

## Область применения
Благодаря  хорошим амортизационным, тепло- и звукоизоляционным, пружинящим свойствам, привлекательному внешнему виду, вибрационно заглушащим способностям и хорошей упругости находит широкое применение в изготовлении мягких элементов мебели (в том числе матрацев) и в транспортных средствах.